# Serenade zu dritt
Serenade zu dritt (Original: Design for Living) ist eine US-amerikanische Filmkomödie von Ernst Lubitsch aus dem Jahr 1933. Der Film basiert lose auf einer Vorlage von Noël Coward.

## Handlung
Im Zug lernen Tom Chambers und George Curtis die Zeichnerin Gilda Farrell kennen, in die sich beide spontan verlieben. Gilda, aus dem Werbefach kommend, ist Schlagfertigkeit gewöhnt. Sie rät George eindringlich, seine Kunst an den Nagel zu hängen, was ihn jedoch nicht daran hindert, mit ihr zu flirten.
Gemeinsam mit Tom bewohnt George eine kleine Pariser Dachgeschosswohnung. Als die zwei erkennen müssen, beide abgöttisch in Gilda verliebt zu sein, beschwören sie ihre Männerfreundschaft. Es erscheint ihnen nur allzu logisch, einzeln um Gilda zu werben und dennoch gemeinsam gegen ihren Mitstreiter, den Werbefachmann Max Plunkett, vorzugehen. Indes weiß Gilda dieser Neukonstellation einige Vorzüge abzugewinnen. Gemeinsam treffen sie ein Gentleman’s Agreement, Sex aus dem Spiel zu lassen.
Gilda fördert tatkräftig die Karriere ihrer beiden Künstler und das mit großem Erfolg. Toms Theaterkomödie wird im fernen London ein Sensationserfolg und in trauter Zweisamkeit kommen sich Gilda und George daheim in Paris einander näher.
Als George beruflich in Nizza zu tun hat, kehrt Tom unerwartet heim nach Paris. Das Blatt wendet sich, und jetzt hat Tom Gilda
ganz für sich. Als George heimkehrt, kommt es zum Eklat. Gilda rettet sich gekonnt aus der Affäre, indem sie sich mit Max Plunkett
einlässt und diesen spontan heiratet.
Doch sie bereut ihren Entschluss alsbald, da sie ihren auferlegten gesellschaftlichen Verpflichtungen nichts abgewinnen kann. Erst als ihre vergessenen alten Freunde wieder auftauchen, entscheidet sich Gilda abermals für George und Tom. Noch beim Wegfahren im Fond des Taxis erneuern sie ihr einmal gegebenes Gentleman’s Agreement.

## Hintergrund
Noël Coward hatte 1932 einen großen Hit als Autor des Stücks Design for Living, der frivolen Dreiecksgeschichte zwischen zwei Männern und einer Frau. Das Stück feierte am Broadway Triumphe und hatte in den Hauptrollen neben Coward selber das bekannteste Bühnenehepaar der amerikanischen Theatergeschichte, Alfred Lunt und Lynn Fontanne. Die Dialoge und Situationen waren gewagt und teilweise auch frivol, so dass eine Verfilmung selbst unter den eher laxen Vorschriften, wie sie vor Inkrafttreten des Hays Code galten, kaum möglich schien.
Es war Ernst Lubitsch, der sich der Aufgabe annahm. Er war seit Mitte der 1920er als erfolgreicher Regisseur leicht doppeldeutiger Geschichten bekannt und seine taktvolle Behandlung auch delikater Situationen wurde als der Lubitsch Touch bekannt. Der Regisseur hatte gerade erst seinen persönlichen Lieblingsfilm Ärger im Paradies mit Kay Francis und Miriam Hopkins abgedreht. Paramount Pictures, sein Heimatstudio, hatte für 50.000 US-Dollar die Rechte an Design For Living erworben, und Lubitsch wollte das Drehbuch selbst verfassen. Am Ende bekam jedoch Ben Hecht den Auftrag, ein Skript zu erstellen, und auch er erhielt für seine Arbeit 50.000 US-Dollar. Hecht schaffte es, eine Version zu schreiben, die die vagen Grundzüge aus dem Bühnenstück übernahm und allzu anstößige Zeilen und Dialoge auf ein vertretbares Maß reduzierte. Nach Hechts eigenen Worten enthielt sein Drehbuch vom Original noch eine einzige Zeile und das auch nur
for the good of our immortal souls.
Die Besetzung der weiblichen Hauptrolle war einfach, da Miriam Hopkins damals die persönliche Favoritin von Lubitsch war. Schwer fiel die Auswahl der beiden Männer im Stück. Zunächst spielte Lubitsch mit der Idee, Ronald Colman und Leslie Howard zu verpflichten und verfiel dann, als beide absagten, auf Fredric March und Douglas Fairbanks Jr. Fairbanks erkrankte jedoch an einer Lungenentzündung, und völlig überraschend ersetzte ihn Lubitsch durch Gary Cooper. Der hatte bis dahin noch keine einzige Komödie gespielt. Der Regisseur verteidigte seine Wahl mit finanziellen Erwägungen. Cooper war immerhin einer der größten Stars bei Paramount und hatte eine große und loyale Anhängerschaft. In Lubitschs eigenen Worten
Noel Coward means nothing to most of them. Gary Cooper means something to them, and they will be happy to see that he is an accomplished light comedian.
Cooper und Lubitsch sollten noch zwei weitere Komödien drehen: Desire von 1936 mit Marlene Dietrich und Lubitsch als ausführendem Produzenten und Blaubarts achte Frau zwei Jahre später an der Seite von Claudette Colbert.

## Kritiken
Anlässlich seiner deutschen Fernsehpremiere am 8. Januar 1970 im Programm der ARD zog der Evangelische Film-Beobachter folgendes Fazit: „Ernst Lubitschs flott inszenierte, erfrischend gespielte und mit zahlreichen Bonmots gespickte Komödie um dieses verzwickte Dreiecksverhältnis ist auch nach 35 Jahren noch eine köstliche Unterhaltung.“ Auch das Lexikon des internationalen Films geizt nicht mit Lob: „Frivole Lubitsch-Komödie mit bissigem Wortwitz und hinterlistigem Charme, die von der Kunst der Andeutung, der Mehrdeutigkeiten und Anspielungen sowie eines permanenten Perspektivenwechsels in Bild und Ton lebt. Lubitsch ironisiert gesellschaftliche Moralvorstellungen, indem er seine Figuren mit möglichen und unmöglichen Formen der ‚platonischen Liebe‘ experimentieren läßt.“

## Einzelne Nachweise
1. ↑   Freigabebescheinigung für Serenade zu dritt. Freiwillige Selbstkontrolle der Filmwirtschaft, Januar 2008 (PDF; Prüfnummer: 112 868 DVD).
2. ↑  Evangelischer Presseverband München, Kritik Nr. 11/1970
3. ↑  Lexikon des internationalen Films, rororo-Taschenbuch Nr. 6322 von 1988, S. 3410.